# San Pancracio extramuros (título cardenalicio)
El título cardenalicio de San Pancracio extramuros (en italiano: San Pancrazio fuori le mura) fue instituido el 6 de julio de 1517 por el Papa León X. El 28 de febrero de 1550 el Papa Julio III lo unió al título de San Clemente creando el título de Santos Clemente y Pancracio, que fue separado a la nomenclatura primitiva el 4 de diciembre de 1551 por el mismo Papa.

## Titulares
- Ferdinando Ponzetti (1517-1527)
- Francesco Corner (1528-1534)
- Gian Pietro Carafa (1537)
- Federico Cesi (1545-1550)
- Juan Álvarez de Toledo (1551-1553)
- Miguel de Silva (1553)
- Giovanni Antonio Capizzuchi (1556-1562)
- Bernardo Navagero (1562)
- Stanislaw Hosius (o Hoe, o Hosz) (1562-1565)
- Simon de Nigro Pasca (1565)
- Tolomeo Gallio (1565-1568)
- Giovanni Paolo della Chiesa (1568-1575)
- Vacante (1575-1586)
- Ippolito Aldobrandini (1586-1592)
- Girolamo Mattei (1592-1603)
- Pietro Aldobrandini (1604-1605)
- Domenico Ginnasi (1605-1606)
- Ludovico de Torres (1606-1609)
- Vacante (1609-1617)
- Gabriel Trejo Paniagua (1617-1621)
- Cosimo de Torres (1623-1641)
- Gaspare Mattei (1643-1648)
- Vacante (1648-1653)
- Francesco Maidalchini, come diaconia (1653-1654)
- Carlo Gualterio, come diaconia (1654-1667)
- Giacomo Franzoni (1670-1673)
- Pietro Vidoni (1673-1681)
- Antonio Pignatelli (1681-1691)
- Bandino Panciatichi (1691-1710)
- Vacante (1710-1721)
- Hugo Damian von Schönborn-Buchheim (1721-1726)
- Vincenzo Lodovico Gotti, O.P. (1728-1738)
- Vacante (1738-1743)
- Gioacchino Bessozzi, O.Cist. (1743-1744)
- Federico Marcello Lante Montefeltro Della Rovere (1745-1753)
- Giuseppe Maria Feroni (1753-1764)
- Vacante (1764-1824)
- Giovanni Battista Bussi (1824-1844)
- Vacante (1844-1848)
- Carlo Vizzardelli (1848-1851)
- Clément Villecourt (1855-1867)
- Josip Mihalovic (1877-1891)
- Francesco Ricci Paracciani (1891-1894)
- Achille Manara (1895-1906)
- Aristide Rinaldini (1907-1920)
- Giovanni Vincenzo Bonzano (1922-1924)
- Lorenzo Lauri (1927-1941)
- Vacante (1941-1946)
- Carlos Carmelo Vasconcellos Motta (1946-1982)
- José Alí Lebrún Moratinos (1983-2001)
- Antonio Cañizares Llovera (2006-)